# Brachyhypopomus draco
Espèce
Brachyhypopomus draco est une espèce de poissons de la famille des Hypopomidae.

## Distribution
Cette espèce se rencontre au Paraguay, en Uruguay et au Rio Grande do Sul au Brésil.

## Description
C'est un Poisson électrique.

## Publication originale
- Giora, Malabarba & Crampton, 2008 : Brachyhypopomus draco, a new sexually dimorphic species of Neotropical electric fish from southern South America (Gymnotiformes: Hypopomidae). Neotropical Ichthyology, vol. 6, n. 2, p. 159-168.